# 116446 McDermid
116446 McDermid este un asteroid din centura principală de asteroizi.

## Descriere
116446 McDermid este un asteroid din centura principală de asteroizi. A fost descoperit pe 5 ianuarie 2004 la Wrightwood de James Whitney Young. Asteroidul prezintă o orbită caracterizată de o semiaxă mare de 2,77 ua, o excentricitate de 0,01 și o înclinație de 1,8° în raport cu ecliptica.